# Station Niedomice
Station Niedomice is een spoorwegstation in de Poolse plaats Niedomice.